# Town Pavilion
Town Pavilion – wieżowiec w Kansas City, w stanie Missouri, w Stanach Zjednoczonych, o wysokości 180 m. Budynek został otwarty w 1986 i liczy 38 kondygnacji.